# Alan Julian
Alan John Julian (Ashford, Inglaterra, 11 de marzo de 1983), futbolista inglés nacionalizado norirlandés. Juega de portero y su actual equipo es el Hampton & Richmond Borough Football Club de Inglaterra. 

## Selección nacional
Ha sido internacional con la Selección de fútbol de Irlanda del Norte Sub-21.

## Clubes
| Club          | País       | Año       |
| ------------- | ---------- | --------- |
| Brentford FC  | Inglaterra | 2002-2005 |
| Stevenage FC  | Inglaterra | 2005-2008 |
| Gillingham FC | Inglaterra | 2008-2011 |
| Stevenage FC  | Inglaterra | 2011-     |